# Thomas Reineck
Thomas Reineck (Klausdorf, RFA, 18 de noviembre de 1967) es un deportista alemán que compitió en piragüismo en la modalidad de aguas tranquilas. Hasta 1990 representó a Alemania Occidental (RFA).
Participó en tres Juegos Olímpicos de Verano entre los años 1988 y 1996, obteniendo dos medallas, oro en Barcelona 1992 y oro en Atlanta 1996. Ganó trece medallas en el Campeonato Mundial de Piragüismo entre los años 1986 y 1995.

## Palmarés internacional
| Representando a la RFA   |                           |                   |             |
| Campeonato Mundial       |                           |                   |             |
| Año                      | Lugar                     | Medalla           | Evento      |
| 1986                     | Montreal (Canadá)         | Medalla de bronce | K4 500 m    |
| 1987                     | Duisburgo (RFA)           | Medalla de bronce | K4 500 m    |
| 1987                     | Duisburgo (RFA)           | Medalla de bronce | K4 10 000 m |
| Representando a Alemania |                           |                   |             |
| Juegos Olímpicos         |                           |                   |             |
| Año                      | Lugar                     | Medalla           | Evento      |
| 1992                     | Barcelona (España)        | Medalla de oro    | K4 1000 m   |
| 1996                     | Atlanta (Estados Unidos)  | Medalla de oro    | K4 1000 m   |
| Campeonato Mundial       |                           |                   |             |
| Año                      | Lugar                     | Medalla           | Evento      |
| 1991                     | París (Francia)           | Medalla de oro    | K4 500 m    |
| 1991                     | París (Francia)           | Medalla de plata  | K4 1000 m   |
| 1991                     | París (Francia)           | Medalla de oro    | K4 10 000 m |
| 1993                     | Copenhague (Dinamarca)    | Medalla de plata  | K4 500 m    |
| 1993                     | Copenhague (Dinamarca)    | Medalla de oro    | K4 1000 m   |
| 1993                     | Copenhague (Dinamarca)    | Medalla de oro    | K4 10 000 m |
| 1994                     | Ciudad de México (México) | Medalla de bronce | K4 1000 m   |
| 1995                     | Duisburgo (Alemania)      | Medalla de bronce | K4 200 m    |
| 1995                     | Duisburgo (Alemania)      | Medalla de plata  | K4 500 m    |
| 1995                     | Duisburgo (Alemania)      | Medalla de oro    | K4 1000 m   |